# Billingsgate
Billingsgate was een stadspoort in de London Wall. Het is een gebied (ward) in het Londense bestuurlijke gebied City of London, in de regio Groot-Londen.
Volgens Geoffrey van Monmouth' Historia Regum Britanniae was Billingsgate (Belinus' poort) gebouwd door de Britse koning Belinus en werd na zijn overlijden zijn as in een gouden urn in de toren begraven. Door de poort konden schepen varen.
Alderman sinds 2019 is Bronek Masojada.